# Hubert Schwab
Hubert Schwab (født 5. april 1982) er en tidligere schweizisk landevejscykelrytter.